# 韋特卡區
韋特卡區（羅馬化：Vetkovskiy rayon）是白俄羅斯東南部戈梅利州的一個區，行政中心为韋特卡，面積1,558.62平方公里，2009年人口18,766，人口密度每平方公里12.04人。